# Лександ (хоккейный клуб)
«Лександ» (швед. Leksands IF) — профессиональный хоккейный клуб из города Лександ. Выступает в Шведской элитной серии. Домашняя арена — Тегера Арена — вмещает 7 650 зрителей.

## История
Клуб был создан в 1919 году, первый хоккейный матч был сыгран в 1938 году, тогда они разгромили команду «Мора» ИК со счётом 11-0. «Лександ» является одной из самых популярных команд по всей Швеции. Несмотря на то, что население города Лександ всего 15 000 человек, домашняя арена часто заполняется.
Выступления в Шведской элитной серии: 1951—2001, 2002—2004, 2005—2006, 2013—н. в.

## Достижения
Шведская элитная серия
- Золото: 1969, 1973, 1974, 1975
- Серебро: 1959, 1964, 1971, 1972, 1989

## Статистика
| Сезон   | Див.              | Лига                  | Результат | Результат    | Посещаемость | Примечания                  |
| Сезон   | Див.              | Лига                  | Место     | В-Н-П В-ОТ-П | Посещаемость | Примечания                  |
| ------- | ----------------- | --------------------- | --------- | ------------ | ------------ | --------------------------- |
| 2008–09 | 2                 | Аллсвенскан           | 1-е       | 30–5–1–9     | 5,300        |                             |
| 2008–09 | 2009 Квалификация | 2009 Квалификация     | 4-е       | 4-1–0–5      | 6,917        |                             |
| 2009–10 | 2                 | Аллсвенскан           | 1-е       | 31–4–6–11    | 4,785        |                             |
| 2009–10 | 2010 Квалификация | 2010 Квалификация     | 4-е       | 4–2–0–4      | 7,093        |                             |
| 2010–11 | 2                 | Аллсвенскан           | 4-е       | 23–7–7–15    | 4,842        |                             |
| 2010–11 | 2                 | Предварительная квал. | 3-е       | 2–1–0–3      | 2,445        |                             |
| 2011–12 | 2                 | Аллсвенскан           | 2-е       | 27–7–5–13    | 4,820        |                             |
| 2011–12 | 2012 Квалификация | 2012 Квалификация     | 4-е       | 3–1–1–5      | 7,002        |                             |
| 2012–13 | 2                 | Аллсвенскан           | 1-е       | 31–5–6–10    | 5,000        |                             |
| 2012–13 | 2013 Квалификация | 2013 Квалификация     | 2-е       | 7–0–1–2      | 7,396        | ▲ Пробились в Элитную серию |
| 2013–14 | 1                 | Элитная серия         | —         | —            | —            |                             |